# 이노정 (미야자키현)
이노정(飯野町)은 미야자키현 니시모로카타군에 설치되었던 정이다. 현재의 에비노시에 해당한다.